# Миясита, Риса
Риса Миясита (яп. 宮下 梨沙; род. 26 апреля 1984, Осака) — японская легкоатлетка, специалистка по метанию копья. Выступает за сборную Японии по лёгкой атлетике с 2011 года, обладательница двух бронзовых медалей чемпионатов Азии, двукратная чемпионка страны, участница чемпионатов мира 2011 года в Тэгу и 2017 года в Лондоне.

## Биография
Риса Миясита родилась 26 апреля 1984 года в префектуре Осака.
Впервые заявила о себе в лёгкой атлетике на международной арене в сезоне 2011 года, когда одержала победу на чемпионате Японии, вошла в состав японской национальной сборной и выступила на домашнем чемпионате Азии в Кобе, где с результатом 52,37 стала в метании копья четвёртой. Позже представляла страну на чемпионате мира в Тэгу — метнула здесь копьё на 55,62 метра и в финал не вышла.
На чемпионате Японии 2012 года в Осаке взяла бронзу.
В 2013 года вновь выиграла бронзовую медаль в зачёте японского национального первенства, получила бронзовую награду на чемпионате Азии в Пуне (55,30).
В 2015 году добавила в послужной список бронзовую медаль, выигранную в метании копья на чемпионате Азии в Ухане (54,76).
В 2016 году во второй раз стала чемпионкой Японии, на соревнованиях в Осаке установила свой личный рекорд в метании копья — 60,86. Удостоилась награды бронзового достоинства в дружеской матчевой встрече между сборными Китая, Японии и Кореи в Кимчхоне.
На чемпионате Азии 2017 года в Бхубанешваре показала результат 54,72 метра и заняла итоговое пятое место, тогда как на чемпионате мира в Лондоне с результатом 53,83 метра не смогла преодолеть предварительный квалификационный этап.
В 2018 году была девятой на Азиатских играх в Джакарте (51,05).
В 2019 году показала четвёртый результат на чемпионате Азии в Дохе (55,27).